# Episodi di Fast Forward (prima stagione)
La prima stagione della serie televisiva Fast Forward è composta da 10 episodi.
Le riprese si sono svolte a Vienna e dintorni in più periodi: due episodi sono stati girati tra giugno e luglio 2007, altri quattro nell'autunno seguente, i restanti quattro – dei quali inizialmente non era stata fatta menzione – nell'estate del 2008, fino al 20 settembre.
La stagione è stata trasmessa sul canale austriaco ORF 1 dal 21 aprile al 23 giugno 2009, mentre in Italia è andata in onda su LA7d dal 24 febbraio al 23 marzo 2012.
| nº | Titolo originale    | Titolo italiano             | Prima TV Austria | Prima TV Italia  |
| -- | ------------------- | --------------------------- | ---------------- | ---------------- |
| 1  | Herta Weissenberger | Il caso Herta Weissenberger | 21 aprile 2009   | 24 febbraio 2012 |
| 2  | Rainer Kaufmann     | Il caso Rainer Kaufmann     | 28 aprile 2009   | 24 febbraio 2012 |
| 3  | Bettina Klein       | Il caso Bettina Klein       | 5 maggio 2009    | 2 marzo 2012     |
| 4  | Valerie Lesky       | Il caso Valerie Lesky       | 12 maggio 2009   | 2 marzo 2012     |
| 5  | Rudolf Sommerbauer  | Il caso Rudolf Sommerbauer  | 19 maggio 2009   | 9 marzo 2012     |
| 6  | Sonja Horvath       | Il caso Sonja Horvath       | 26 maggio 2009   | 9 marzo 2012     |
| 7  | Iris Litani         | Il caso Iris Litani         | 2 giugno 2009    | 16 marzo 2012    |
| 8  | Ben Bogner          | Il caso Ben Bogner          | 9 giugno 2009    | 16 marzo 2012    |
| 9  | Laszlo Urban        | Il caso Laszlo Urban        | 16 giugno 2009   | 23 marzo 2012    |
| 10 | Graziella Bracci    | Il caso Graziella Bracci    | 23 giugno 2009   | 23 marzo 2012    |

## Il caso Herta Weissenberger
- Titolo originale: Herta Weissenberger
- Diretto da: Michi Riebl
- Scritto da: Eva Spreitzhofer

### Trama
Nella fossa di un cimitero viene trovato il cadavere di una donna di 25 anni, che tempo addietro si era allontanata da una comunità religiosa molto chiusa e rigida. Intanto gli Schnell sono alla ricerca del criceto della loro figlia Kathrin.

## Il caso Rainer Kaufmann
- Titolo originale: Rainer Kaufmann
- Diretto da: Michi Riebl
- Scritto da: Eva Spreitzhofer

### Trama
Durante una diretta televisiva domenicale un affascinante cuoco diabetico muore improvvisamente. Le indagini si concentrano attorno al ristorante della vittima, ai suoi colleghi e a chi lo frequentava. Nel frattempo un nuovo vicino si trasferisce vicino a casa di Angelika.

## Il caso Bettina Klein
- Titolo originale: Bettina Klein
- Diretto da: Michi Riebl
- Scritto da: Verena Kurth

### Trama
La campionessa nazionale di tuffi dalla piattaforma viene uccisa con un dissuasore elettrico nella piscina dove si allenava. Da qualche tempo la giovane conduceva una vita segreta, per svelare la quale la squadra ottiene la collaborazione del perito informatico della questura Kemal Öztürk. Un inconveniente alla doccia fa incontrare nuovamente Angelika ed il suo nuovo vicino.

## Il caso Valerie Lesky
- Titolo originale: Valerie Lesky
- Diretto da: Michi Riebl
- Scritto da: Eva Spreitzhofer

### Trama
Un'accompagnatrice turistica dalla movimentata vita sentimentale viene strangolata e gettata dal terrazzo del suo appartamento. Durante la perquisizione Angelika trova una foto del suo nuovo vicino – Peter Feiler – col quale ha in programma una cena galante.

## Il caso Rudolf Sommerbauer
- Titolo originale: Rudolf Sommerbauer
- Diretto da: Michi Riebl
- Scritto da: Rainer Hackstock

### Trama
Il proprietario di una grossa tipografia viene trovato morto nella sua abitazione con un coltello da cucina piantato nel petto. Mentre Angelika indaga tra accuse di mobbing, segreti familiari e progetti di fuga, Stefan è in pensiero dopo aver affidato per qualche giorno i figli ad un clown.

## Il caso Sonja Horvath
- Titolo originale: Sonja Horvath
- Diretto da: Michi Riebl
- Scritto da: Verena Kurth

### Trama
Una ragazza ossessionata dal proprio aspetto fisico muore in seguito ad un intervento di liposuzione. Non credendo che si sia trattato di un incidente, il proprietario della clinica privata dove è avvenuto il decesso chiede aiuto al suo ex compagno di studi Stefan Schnell. Peter torna a farsi vivo con Angelika.

## Il caso Iris Litani
- Titolo originale: Iris Litani
- Diretto da: Michi Riebl
- Scritto da: Verena Kurth

### Trama
Una notte viene rinvenuto il corpo bruciato di una giovane donna. Contro il volere della famiglia, la vittima aveva sposato un libanese, si era convertita all'Islam e lo aveva seguito nel suo paese natale. Da qualche tempo era rientrata in Austria assieme al figlio di pochi anni, ma del bambino non c'è traccia. In vista della sua cresima, Jan ha dei dubbi sulla religione.

## Il caso Ben Bogner
- Titolo originale: Ben Bogner
- Diretto da: Michi Riebl
- Scritto da: Rainer Hackstock

### Trama
Mentre Angelika e i suoi figli fanno i preparativi per andare in campeggio in Spagna, viene trovato un cadavere col cranio fratturato appeso ad una recinzione di filo spinato. Si trattava del proprietario di un campo di paintball il cui terreno fa gola ad una agente immobiliare molto determinata; inoltre la vittima aveva un fratello gemello che intratteneva una relazione clandestina con sua moglie.

## Il caso Laszlo Urban
- Titolo originale: Laszlo Urban
- Diretto da: Michi Riebl
- Scritto da: Verena Kurth

### Trama
Nelle stalle di un maneggio viene ucciso un istruttore ungherese di equitazione che non andava molto d'accordo col nuovo gestore della struttura. Non riuscendo ad ottenere un nuovo animale domestico, a Kathrin viene l'idea di imparare a cavalcare.

## Il caso Graziella Bracci
- Titolo originale: Graziella Bracci
- Diretto da: Michi Riebl
- Scritto da: Verena Kurth

### Trama
Angelika riceve un video dove si vede un cadavere mummificato vestito con un abito elegante e messo in posa all'interno di un magazzino frigorifero arredato come fosse una stanza. Intanto Stefan decide di insegnare ai figli la biologia attraverso un esperimento di decomposizione della carne.